# 玻爾-愛因斯坦之爭

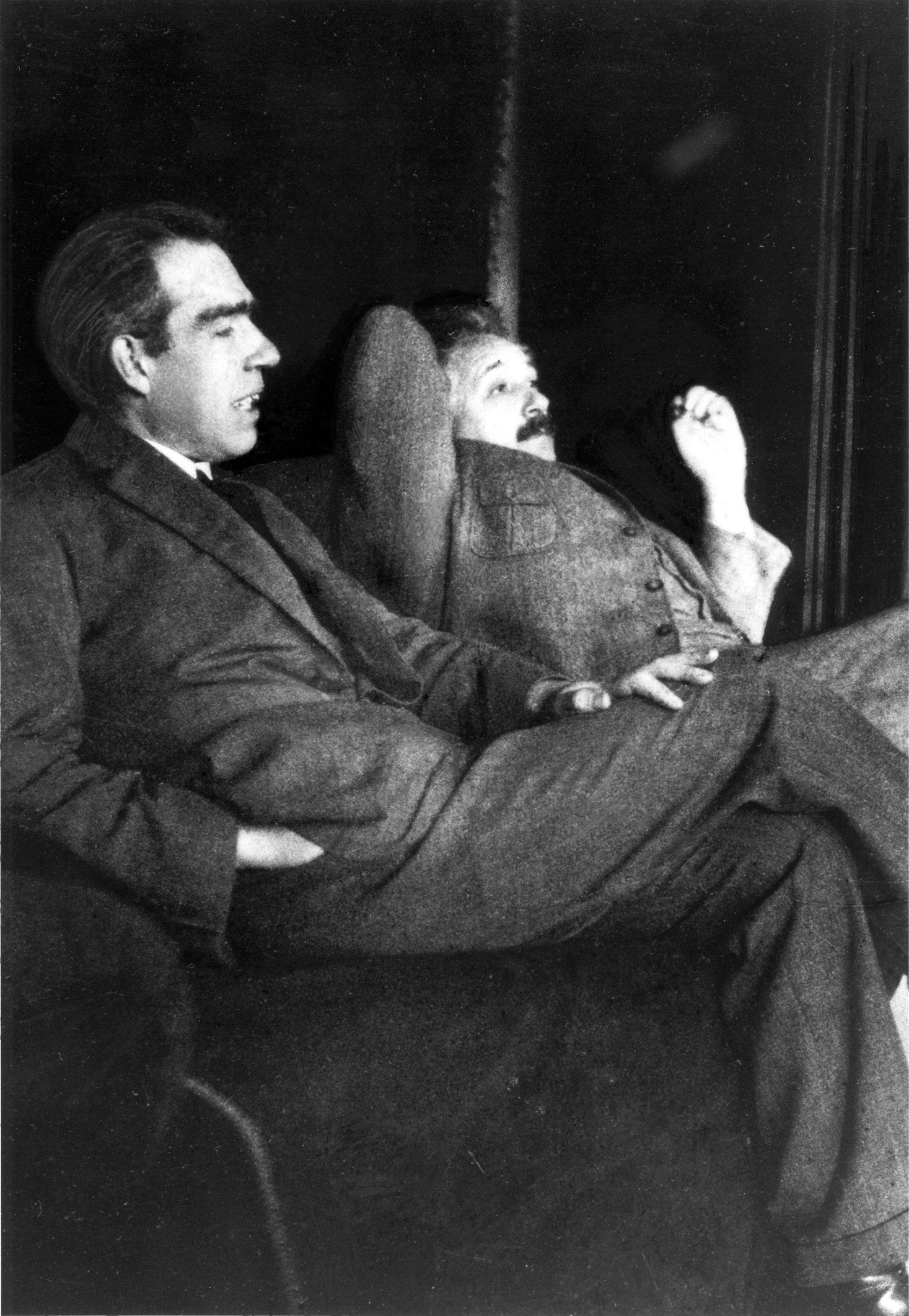
尼尔斯·玻尔和阿尔伯特·爱因斯坦在保罗·埃伦费斯特位于莱顿的家中（1925年12月）。

波耳-愛因斯坦之爭（英語：Bohr–Einstein debates）是阿尔伯特·爱因斯坦和尼尔斯·玻尔之间关于量子物理的一系列著名的争论。这两个人與马克斯·普朗克被稱為旧量子论的奠基者。他们之间的争论也因为他们对于物理学的重要性而被载入史册。爱因斯坦认为，物理学应该能告诉他在公式背后的真实世界发生了什么。而玻尔只对公式本身感兴趣而不关心那潜在的现实世界中的事件。
爱因斯坦对于量子力学的持续而有力的批评促进了量子力学的发展，它迫使量子力学的支持者们加深了他们对量子力学的科学和哲学意义的理解。

## 革命前的争论
爱因斯坦是第一个意识到普朗克关于量子的发现将要改写整个物理学的物理学家。为了证明他的观点，在1905年，他提出光的行为有时像粒子，他称这些粒子为“光量子”，现在这个词被称为光子。但是当时的观点认为光是一种电磁波。这个假说导致了光同时具有粒子和波的特性。玻尔一直是光量子假说的最坚定的反对者之一，直到1925年他才接受这个观点。玻尔后来创造性的成就却基于一个被他长期反对的观点，这在科学史中极其少见。爱因斯坦支持光子的观点是因为他把它看作数字背后的事实（虽然这个事实非常令人困惑）。玻尔反对这个观点是因为它使得科学家必须从两套数学公式中选择。
1913年的玻尔模型成功的使用量子解释了原子光谱。爱因斯坦刚开始很怀疑，但很快就接受了它。玻尔模型使得现实无法被详细地描述，但是爱因斯坦容忍了这个缺点，只因为爱因斯坦认为它还没有完成。确实，这个模型需要电子能够从一个轨道跳跃到另一个轨道（在获得能量时远离原子核而以光子的形式释放能量时靠近原子核）但并不经过两个轨道之间的空间。但是这只是一个伟大的开端，时间会洗清这一切，就像时间洗清了光的波动性和粒子性的矛盾。他认为物理学需要一场革命来解决量子的不连续。

## 量子力学革命
20世纪20年代的量子力学革命在爱因斯坦和玻尔的研究方向上展开了，而革命后爱因斯坦和玻尔的争论也是关于如何理解这些改变。这场革命对爱因斯坦的第一个冲击是1925年维尔纳·海森堡提出了矩阵力学，因此就彻底地废除了牛顿力学中的经典元素。下一个冲击是1926年马克斯·玻恩提出量子力学应该被理解为没有任何因果联系的概率。最后，在1927年年底，海森堡和玻恩在索尔维会议中宣布革命结束，量子力学已经不需要更多东西了。在这最后关头，爱因斯坦的态度从怀疑变成了沮丧。他相信量子力学已经完成了，但是力学为什么是这样的，这仍然需要理解。
爱因斯坦拒绝接受量子力学的革命成果反应出他不能接受不确定性原理：粒子在时空中的位置永远不能被准确地测量，因为量子不确定性的概率不会产生任何确定的结果。他并不是排斥统计和概率本身，而是因为量子力学的理论缺乏足够的理由。而玻尔当时并没有被这些问题所困扰，他强调了观察者的观察的重要性，提出了互补原理来解决这个矛盾。

## 第一阶段

一段单色光（其中所有粒子都有相同的动量）通过S1并衍射，衍射出的波再通过S2中的两条缝隙，最后在F上显示出干涉图像。在同一时刻只有一个粒子能通过整个设备。根据爱因斯坦，通过测量S1的反冲，我们能够知道粒子通过了哪一个裂缝，但又不破坏掉整个过程中的波的衍射。

就像上面所说的那样，爱因斯坦的观点随着时间的流逝发生了些重要的变化。刚开始，爱因斯坦拒绝接受量子的非决定论，他一直在寻找一个解释从而能够不遵守不确定性原理。他设计了一些很优秀的思想实验来寻找能够同时准确测量两个不相容的物理量（如位置和速度），或者在同一个过程中同时明确地表现出波和粒子的性质。
爱因斯坦对正统的量子力学概念的第一次攻击发生在1927年的第五次索尔维会议。爱因斯坦指出应该如何利用动能和动量转化的定理来获得在干涉的过程中粒子的状态的信息，而根据不确定性原理和互补原理这是不可能做到的。
为了理解爱因斯坦的疑问和玻尔的答复，请看右图中的实验器械。一束光垂直于X方向进入S1上狭窄（相对于波长）的裂缝。通过裂缝后，波发生了衍射使它能够通过S2的两个裂缝。接下来，光波在最终的屏幕F上显示出干涉条纹。

### 愛因斯坦光盒
1930年，在第六次索爾維會議，愛因斯坦發表了一個思想實驗，稱為「愛因斯坦光盒」，來挑戰能量-時間不確定性原理， {\displaystyle \Delta E\Delta t\geq \hbar /2} 。這個實驗與愛因斯坦狹縫實驗類似，只是在這裏，粒子穿過的狹縫是時間：
試想一個裝滿了光子的盒子。在盒子的一邊有一個孔徑，盒子內部的時鐘可以通過控制器將孔徑外的快門開啟短暫時間間隔 {\displaystyle \Delta t} ，發射出一顆光子，然後再將快門關閉。為了要測量發射出去的光子的能量，必須量度發射前與發射後盒子的質量 {\displaystyle m} ，應用狹義相對論的質能方程式 {\displaystyle E=mc^{2}} ，就可以計算出來失去的能量 {\displaystyle E} 。理論而言，快門的開啟時間間隔是個常數，只要能讓一個光子發射出去就行，而盒子的質量可以量度至任意準確度，因此 {\displaystyle \Delta E\Delta t<\hbar /2} ，能量-時間不確定性原理不成立。
經過整晚思考愛因斯坦的巧妙論述，玻爾終於找到了這論述的破綻。玻爾於1948年正式發表了他的反駁，他指出，為了保證實驗的正確運作，必須用彈簧將盒子懸吊起來，在盒子的另一邊固定一個指針。盒子的支撐架固定了一根直尺。指針所指在直尺的數目，可以用來紀錄盒子的位置。根據位置-動量不確定性原理，測量盒子位置的不確定性 {\displaystyle \Delta q} 與測量盒子動量的不確定性 {\displaystyle \Delta p} ，兩者之間的關係式為：
{\displaystyle \Delta q\Delta p\approx h} 。
從牛頓運動定律可以推論，質量的不確定性 {\displaystyle \Delta m} 會造成動量的不確定性 {\displaystyle \Delta p} ，所以動量的不確定性 {\displaystyle \Delta p} 下限為
{\displaystyle \Delta p>\Delta mgT} ；
其中，{\displaystyle T} 是測量質量所需的時間間隔（不是快門開啟的時間間隔），{\displaystyle g} 是萬有引力常數。
按照廣義相對論，假若將時鐘朝著引力方向移動 {\displaystyle \Delta q} ，則其量度時間的不確定性 {\displaystyle \Delta T} 為
{\displaystyle \Delta T/T=g\Delta q/c^{2}} ；
從上述三個方程式，可以得到
{\displaystyle \Delta T\Delta m>h/c^{2}} 。
將質能方程式代入，則有關係式
{\displaystyle \Delta T\Delta E>h} 。
因此，能量-時間不確定性原理成立。波耳又一次化解了愛因斯坦提出的難題，但是，假設將光子更換為普通氣體粒子，則這問題只涉及到非相對論性量子力學，為甚麼需要使用相對論來解析這問題？實際而言，使用量子力學的理論就可以解釋這難題了:27-28。另外，愛因斯坦的 {\displaystyle \Delta t} 是快門開啟的時間間隔，而玻爾的 {\displaystyle \Delta T} 則是量度盒子質量的時間不確定性，兩者不是同一個變量，因此，玻爾並沒有精準地反駁愛因斯坦的問題。

### 引用
1. 1 2 3 4  Bolles
2. 1 2  Pais
3. ↑  Hilgevoord, Jan.  (PDF). American Journal of Physics. 1998, 66 (5): 396–402  [2013-05-06]. （原始内容存档 (PDF)于2013-10-02）.
4. ↑  de la Torre, A. C.; Daleo, A.; Garcia-Mata, I. . 1999. arXiv:quant-ph/9910040 .
5. ↑  Bohr, Niels.  (PDF). Albert Einstein: Philosopher - Scientist edited by P. A. Schilpp (Cambridge University Press). 1949: 200–241.[永久]
6. ↑  Busch, P. . Time in Quantum Mechanics, eds. J. G. Muga, R. Sala Mayato, I.L. Egusquiza. 2007  [2013-05-06]. doi:10.1007/978-3-540-73473-4_3. （原始内容存档于2013-09-20）.
7. ↑  de la Torre, A. C.; et al.  (PDF). European Journal of Physics. 2000, 21 (3): 253  [2013-05-06]. doi:10.1088/0143-0807/21/3/308. （原始内容存档 (PDF)于2017-11-24）.

### 书籍
- Boniolo, G., (1997) Filosofia della Fisica, Mondadori, Milan.
- Bolles, Edmund Blair (2004) Einstein Defiant, Joseph Henry Press, Washington, D.C.
- Born, M. (1973) The Born Einstein Letters, Walker and Company, New York, 1971.
- Ghirardi, Giancarlo, (1997) Un'Occhiata alle Carte di Dio, Il Saggiatore, Milan.
- Pais, A., (1986) Subtle is the Lord... The Science and Life of Albert Einstein, Oxford University Press, Oxford, 1982.
- Shilpp, P.A., (1958) Albert Einstein: Philosopher-Scientist, Northwestern University and Southern Illinois University, Open Court, 1951.